# Стала Рідберґа

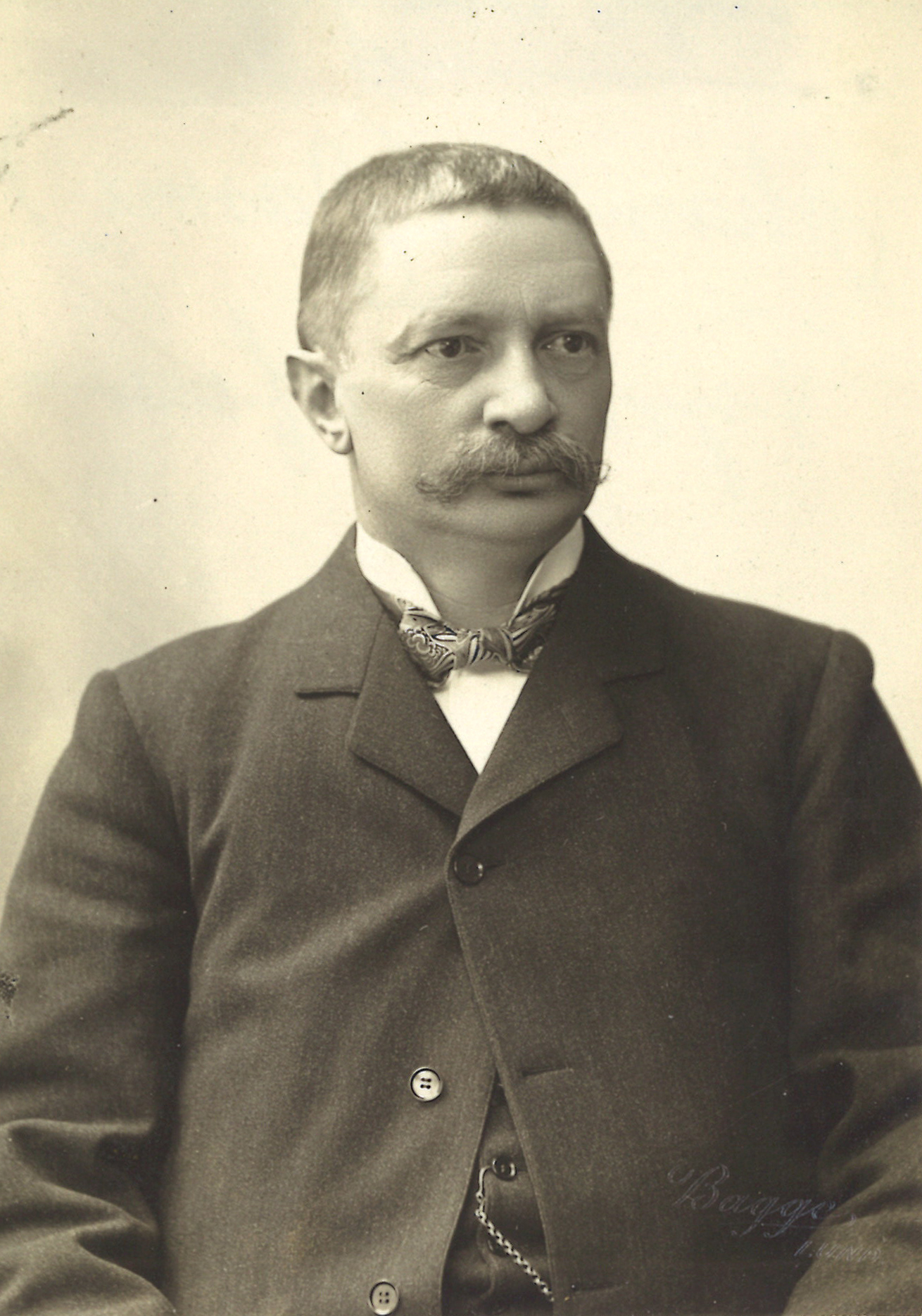
Йоганнес Роберт Рідберґ

Стала Рідберґа — фізична константа, яка входить формулу для визначення частот електромагнітного випромінювання атома водню. Позначається зазвичай {\displaystyle R_{\infty }}.
Сталу Рідберґа можна обчислити за наступною формулою:
{\displaystyle R_{\infty }={\frac {m_{e}\alpha ^{2}c}{2h}}={\frac {m_{e}e^{4}}{8\varepsilon _{0}^{2}h^{3}c}}},
де {\displaystyle \alpha } — стала тонкої структури,  {\displaystyle m_{e}} — маса електрона, {\displaystyle e} — заряд електрона, {\displaystyle \varepsilon _{0}} — електрична проникність вакууму, {\displaystyle h} — стала Планка та {\displaystyle c} — швидкість світла.
Лінійчатий спектр випромінювання атома водню описується формулою:
{\displaystyle {\frac {1}{\lambda }}=R_{H}\left({\frac {1}{n^{2}}}-{\frac {1}{m^{2}}}\right)},
де {\displaystyle \lambda } — довжина хвилі лінії в спектрі, n та m — цілі числа, m > n, а {\displaystyle R_{H}} — певна стала. Ця формула для спектру була знайдена емпірично, ще до появи квантової теорії атома водню. З розвитком квантової механіки стало зрозуміло, що стала R пов'язана з фундаментальнішою сталою {\displaystyle R_{\infty }} формулою:
{\displaystyle R_{H}={\frac {R_{\infty }}{1+m_{e}/M_{H}}}},
де {\displaystyle m_{e}} — маса електрона, {\displaystyle M_{H}} — маса ядра атома водню. Оскільки маса електрона набагато менша за масу ядра, то поправка невелика.
Чисельне значення сталої Рідберґа дорівнює (CODATA-2012):
| {\displaystyle R_{\infty }} = 1.0973731568539(55) × 107 м−1 |

## В одиницях енергії
В квантовій механіці частіше використовується значення сталої Рідберґа в одиницях енергії
{\displaystyle R={\frac {m_{e}c^{2}\alpha ^{2}}{2}}},
де α — стала тонкої структури, {\displaystyle m_{e}} — маса електрона, c — швидкість світла.
Чисельне значення:
| {\displaystyle R=hcR_{\infty }} = 13.6056923(12) еВ, |

де h — стала Планка, c — швидкість світла.

Це значення використовується як одиниця енергії — рідберґ. Один рідберґ дорівнює половині гартрі.

## Назва
Стала завдячує своєю назвою шведському фізику Йоганнесові Рідберґові, який запропонував формулу, що описує спектр атома водню.